# Дача (телеканал)
«Дача» — український телеканал, програми якого розповідають корисні поради у садівництві та рослинництві для любителів, а також програми про будівництво і створення дизайнерських виробів своїми руками.

## Історія
Телеканал запущено 1 жовтня 2015 року.
З 15 листопада 2015 року телеканал веде мовлення у форматі високої чіткості (HD).
20 липня 2023 року Національна рада України з питань телебачення і радіомовлення змінила технологію мовлення з супутникового на OTT/IPTV.
4 січня 2024 року телеканал припинив супутникове мовлення.

## Програми каналу
- Апетитний ранок
- Ваш сад
- Врожайний сезон
- Готуємо на дачі
- Дача бородача
- Енциклопедія домашніх тварин
- Календар городника
- Календар садівника
- Майстерня Жогло
- Найкращі екологічні будинки світу
- Пасічник
- Рецепти шинкаря